# André Lopes
André Lopes é um jogador de voleibol português que tem como origem Seia, a sua cidade natal, começando por jogar inicialmente no Sena Volei Clube, passando pelas equipas da Académica de Coimbra, onde teve grande destaque para com os olheiros do Sport Lisboa e Benfica. Actualmente encontra-se como jogador do tricampeão nacional de Voleibol Sport Lisboa e Benfica.